# 李湛 (蜀王)
李湛，隋朝唐仁公李昞次子，唐高祖李渊之兄。武德元年（618年）追封蜀王。
李湛有三个儿子：襄城郡王李容儿，陇西恭王李博乂，渤海靖王李奉慈。李奉慈有个七世孙叫李戡。